# جنيفر فونستاد
جنيفر فونستاد مستثمرة وسيدة أعمال أمريكية في مجال رأس المال المخاطر. شاركت في تأسيس شركة آسبكت فنتشرز، وهي شركة رأسمالية للمشروعات تقودها نساء وتستثمر في شركات التكنولوجيا في المرحلة الأولى. وهي أيضًا مؤسس مشارك لشبكة استثمار برودواي آنجلز. تم الاعتراف بفونستاد من ضمن أفضل 100 مستثمر تقني في قائمة ميداس لمجلة فوربس مرتين   وحصلت على جائزة 2016 رأس المال الاستثماري للعام بواسطة ديلويت.

## التعليم
حصلت فونستاد على بكالوريوس العلوم في الاقتصاد الدولي من جامعة جورج تاون وماجستير في إدارة الأعمال بدرجة امتياز من كلية هارفارد للأعمال. أثناء مشاركتها في جامعة هارفارد شاركت في تأسيس مسابقة المشروع الجديد، وهي مسابقة سنوية لأصحاب المشاريع من الطلاب.

## الحياة المهنية
بدأت فونستاد مسيرتها المهنية في شركة باين وشركاه بعد أن أمضت عامًا في تدريس الرياضيات في ثانوية سب صحارى أفريكان  انضمت إلى شركة رأس المال الاستثماري دريبر فيشرجيرفستون كزميل لـ كوفمان في عام 1997 وأصبحت شريكًا في عام 1998. أمضت 17 عامًا مع الشركة، حيث ساعدت في تنمية الشركة من 150 مليون دولار إلى 3.5 مليار دولار. شملت الاستثمارات أثيناهيلث، تقنيات نانوسترينغ، نت زيرو، فلوري، لومنوس وغيرها. 
في عام 2010 كانت مع سونيا هول بيركنز من بين مؤسسي برودواي أنجلز، وهي شبكة استثمار ملاك لكبار النساء من مجالات التكنولوجيا والاستثمار في المشاريع.   في عام 2014، غادرت لتأسيس شركة آسبكت فنتشرز مع زميلتها المستثمرة السابقة في شركة باين تيريزيا غو. وحققت من خلالها استثمارات في فيداهيلث، غروكر، فولوأناليتكس، أوم كونيكت و Stem.io.

## عضو مجلس الإدارة ومستشارة
تعمل في مجلس إدارة فولوأناليتكس وأوم كونيكت وغروكرو Stem.io وفيداهيلث، وهي عضو في مجلس العلاقات الخارجية.

## التقدير والجوائز
- واحدة من «أقوى 50 أمه» من قبل الأم العاملة (2017) [15]
- «رأس المال الاستثماري للعام» من ديلويت في التكنولوجيا السريعة 500 (2016) [5]
- صور السلطة، ماري كلير (2016) [16]
- قائمة فوربس ميداس (2008، 2009) [3] [4]

## متكلمة ومعلقة
في مؤتمر كريستال 2017، تحدثت في فايرسات شات.
فونستاد مساهمة إعلامية متكررة في القضايا المتعلقة بالمرأة في التكنولوجيا والأمن السيبراني ومستقبل الرعاية الصحية وصناعة رأس المال الاستثماري. يظهر تعليقها في فورتشن،   فاست كومباني،  أنتربنر،  Re / code،  ياهو فايننس،  فوربس،  بلومبرغ،  وسي إن بي سي.

## روابط خارجية
- موقع آسبكت فنتشرز
- موقع برودواي انجلز
- جنيفر فونستاد على تويتر